# Голигорский, Михаил Соломонович
Михаил Соломонович Голигорский (англ. Michael S. Goligorsky; род. 9 июля 1946, Кишинёв, Молдавская ССР) — американский патофизиолог, врач-нефролог, профессор.

## Биография
Сын уролога Соломона Давидовича Голигорского и Гиси Моисеевны Левинштейн. В 1964 году окончил Кишинёвскую среднюю школу № 37. Окончил Киевский медицинский институт (1970) и аспирантуру там же (кандидат медицинских наук, 1973). Был ассистентом, затем доцентом кафедры внутренних болезней этого института. С 1980 года — в Израиле, работал в Медицинском центре им. М. Сороки в Беэр-Шеве.
После окончания клинической резидентуры и ординатуры в 1988 году работал в Университете штата Нью-Йорк в Стоуни Брук (с 1997 года — профессор). С 2002 года — заведующий кафедрой нефрологии и профессор Нью-Йоркского медицинского колледжа (Alvin I. Goodman Chair in Nephrology), директор института исследований почки этого колледжа (Renal Research Institute). Почётный профессор Университетского колледжа Лондона (1998).
Основные труды в области нормальной и патологической физиологии почек, протеомного анализа функций системы мочевыделения при заболеваниях почек, механизмов эндотелиальной дисфункции при васкулярной патологии различной этиологии, роли гликокаликса в физиологии почек. Член редколлегии журналов «American Journal of Pathology», «American Journal of Physiology — Cell Physiology», «Nephrology, Dialysis and Transplantation». Индекс Хирша — 53 (2023).

## Семья
Жена — Роза Голигорская, сын — Дэвид М. Голигорский (род. 1984), авиаинженер.

## Монографии
- Регуляция водно-солевого обмена при хронической почечной недостаточности. Кишинёв: Картя Молдовеняскэ, 1975.
- Acute Renal Failure: New Concepts and Therapeutic Strategies. Нью-Йорк: Churchill Livingstone, 1995.
- Nitric Oxide and The Kidney: Physiology and Pathophysiology (c S. S. Gross). Нью-Йорк: Chapman & Hall, 1997, 2012.
- Adhesion Molecules in Renal Disease. Нью-Йорк: Karger, 1999.
- Renal Development and Disease: From Gene Screening to Functional Genomics. Нью-Йорк: Karger, 2002.
- Renal Disease: Techniques and Protocols. Нью-Йорк: Humana Press, 2003.
- Regenerative Nephrology. Нью-Йорк: Academic Press, 2010, 2016, 2021. — 528 pp.